# 螺桨烷

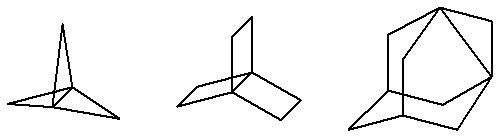
一些螺桨烷，从左到右依次为：[1.1.1]螺桨烷，[2.2.2]螺桨烷，1,3-去氢金刚烷

螺桨烷是一类三环有机化合物，三个环共用一个碳碳共价键。它们的特征包括：有碳为反向四面体构型、空间张力很大以及反应活性很高，因此在有机化学中被广泛研究。此类化合物是因为其形状类似螺旋桨而得名。
最简单的螺桨烷是[1.1.1]螺桨烷（C5H6）和[2.2.2]螺桨烷（C8H12）。1,3-去氢金刚烷既是金刚烷家族中的一员，也是[1.3.3]螺桨烷的衍生物。

## [1.1.1]螺桨烷
1982年，人们首次成功合成[1.1.1]螺桨烷。合成办法是首先将二环[1.1.1]戊烷中的1,3-二羧酸1通过Hunsdiecker反应转化为对应的二溴化合物2，接下来在丁基锂的存在下，发生偶联反应。最后产物在-30°C下，通过柱色谱法分离提纯。如图一所示：
另外一个合成方法是将一个二溴卡宾加到3-氯-2-氯甲基丙烯6的双键上，在甲基锂的作用下，中间产物7发生去质子作用和亲核取代反应，生成[1.1.1]螺桨烷。 生成物仅能在−196°C存在于溶液中。
螺桨烷的不稳定性是由于它可以在114°C受热异构化生成3-亚甲基环丁烯5，半衰期仅有5分钟。它也可以自发的与乙酸反应，生成环丁烷4。
环张力估计为427千焦/摩尔。

### 聚合
[1.1.1]螺桨烷是棒烷的单体。 由甲酸甲酯和过氧化苯甲酰引发的自由基聚合反应通常得到低聚物，如图二所示。而由丁基锂引发的阴离子加成聚合反应能得到真正意义上的高聚物。通过X射线衍射证明，聚合物中的C-C键只有一种键长，即148pm。

## [2.2.2]螺桨烷
1973年，在成功合成[1.1.1]螺桨烷之前，由合成立方烷而著名的菲利普·伊顿小组已经成功合成了[2.2.2]螺桨烷
其合成路径（图三）使用了两次Wolff重排反应。
这个螺桨烷也不稳定，室温下在溶液中的半衰期为28分钟，异构化生成单环氨基化合物11。其环张力估计为390千焦/摩尔。

## 1,3-去氢金刚烷
1,3-去氢金刚烷或称四环[3.3.1.13,7.01,3]癸烷是一个金刚烷家族中的[1.3.3]螺桨烷，可以通过氧化1,3-二卤金刚烷制备。。与其他小螺桨烷一样，1,3-去氢金刚烷也不稳定。在溶液中能与空气中的氧发生反应，生成一个过氧化物，半衰期为6小时。后者和氢化铝锂反应生成一个二羟基化合物。

### 聚合
正如其他螺桨烷，去氢金刚烷也能够聚合。如图五所示，在四氢呋喃中，由金属锂引发，它与丙烯腈通过自由基聚合链式反应生成一个共聚物，其玻璃转化温度为217°C

## 另見
- 名稱獨特的化學物質列表